# Sankt Theobald
Sankt Theobald (1033-1066) var en fransk eneboer, munk og helgen. Kanoniseret i 1073 af pave Alexander 2.. Theobald var søn af grev Arnoul 0g af samme familie son greverne af Champagne. Hans opvækst var en forberedelse til soldaterlivet. Da han fyldte 18 år vendte han med faderens velsignelse dette liv ryggen og blev pilgrim sammen med vennen Walter. De levede som eremitter ved Sussy i Ardennerne og siden ved Pettingen i Luxembourg. På en pilgrimsfærd til Rom ville de videre til Det Hellige Land via Venedig. Men Walter blev syg i Salanigo ved Vicenza i Italien, hvorfor de blev her. Efter Walters død blev Theobald leder af en gruppe ?????eremitter, der havde slået sig ned her. Siden slog også hans egen moder sig ned her som eremit.
Hans helgendag er 30. juni datoen for hans død i 1066.